# Wädi Gysi
Wädi Gysi (* 14. Februar 1959 als Walter Gysi in Chur; † 19. Mai 2022) war ein Schweizer Musiker (Gitarrist, Sänger) und Eishockeyspieler.

## Karriere
Der in Arosa aufgewachsene Gysi spielte seit 1978 professionell Eishockey als Verteidiger des EHC Arosa. Er wechselte dann aus der Nationalliga A in die 1. Liga, um bei Adelboden zu spielen, und schrieb sich an der Swiss Jazz School in Bern ein. Zunächst war Gysi primär im Jazz-Sektor aktiv, unter anderem ab 1985 mit den Gruppen Nuage Du Courage (mit dabei Mich Gerber und Marc Jundt) und ab 1987 mit dem Blauen Hirsch (groovender, punkorientierter Free Jazz mit Gerber, Werner Lüdi und Mani Neumeier). Im Weiteren brachte Gysi Elemente aus der Improvisations- und Avantgarde-Musik ein und spielte auch mit Improvisationsmusikern wie John Zorn, Chris Cutler, Fred Frith oder Hans Reichel zusammen. Er stellte seine Musik auf Tourneen in Japan, Russland und Brasilien vor und trat zudem mehrfach in der DDR auf. Gysis Stil hatte sich bis Anfang der 90er Jahre zu einer Mischung aus Punk-Vehemenz und Free-Jazz-Zottigkeit entwickelt, die jedoch stets auch melodiöse Klänge einband.
1993 ging Gysi neue Wege und gründete zusammen mit dem britischen Schlagzeuger Chris Cutler und der amerikanischen Sängerin und Multiinstrumentalistin Amy Denio die Gruppe The (ec)Nudes, die später Pale Nudes hiessen und tourte auch mit dieser Gruppe durch die Welt. In der Folgezeit veröffentlichte er auf seinem eigenen Label „Blue Tiger Records“ (RecRec) unter dem Bandnamen Tonight & Only zusammen mit seinem musikalischen Partner Michael Morris 2007 bereits das dritte Album namens Picking up the Pieces, produziert von Büne Huber, dem Frontmann von Patent Ochsner.
Daneben schrieb Gysi diverse Auftragsmusik, unter anderem die Musik zum Erfolgsstück „Sinnlos Stier“ der Theatergruppe Panoptikum Pazzo unter der Regie von Peter Freiburghaus. Für die Musik zum Dokumentarfilm Zu Fuss nach Santiago de Compostela von Bruno Moll erhielt er den „Berner Filmmusikpreis“ 2007. Er schrieb 2009 die Musik zum preisgekrönten Dokumentarfilm Pizza Bethlehem von Bruno Moll. Außerdem war er auch als Produzent für andere Gruppen tätig, darunter Les Reines Prochaines, Aeschbacher X Haegler, Regula Gerber, Paul E. Otth und die Rolf Gubler Band.

## Filmografie
- 2012: My Generation –  zusammen mit Jackie Brutsche, Regie: Veronika Minder
- 2009: Pizza Bethlehem – Regie: Bruno Moll
- 2007: Zu Fuss nach Santiago de Compostela – Regie: Bruno Moll

## Diskographie
- 2009: Tonight & Only „Abafahra“ (Chop Records)
- 2008: Filmsoundtrack Wädi Gysi „Zu Fuss nach Santiago de Compostela“ (edel Records)
- 2007: Tonight & Only „Picking Up The Pieces“ Michael Morris/Wädi Gysi (Blue Tiger Records)
- 2005: Tonight & Only „Zoobaloo“ Michael Morris/Wädi Gysi (Blue Tiger Records)
- 2002: Tonight & Only „Beach Of Blue“  Michael Morris/Wädi Gysi (Blue Tiger Records)
- 1998: Pale Nudes „Soul Come Home“ Amy Denio/Wädi Gysi/Mich Gerber/Jeroen Visser/Fredy Flükiger (RecRec)
- 1995: Pale Nudes „Wise To The Heat“ Amy Denio/Wädi Gysi/Mich Gerber/Will Dowd (Rec Rec)
- 1993: The (ec) Nudes „Vanishing Point“, mit Amy Denio und Chris Cutler (ReR Megacorp)
- 1991: Hans Reichel/Wädi Gysi „Showdown“ (Intakt Records)
- 1990: Wädi Gysi/Mich Gerber/Peter Hollinger „Die Hand“ (Unit Records)
- 1989: Blauer Hirsch „Brain Drain“, mit Werner Lüdi/Mani Neumeier/Wädi Gysi/Mich Gerber (Unit Records)
- 1987: Blauer Hirsch „Cyberpunk“ (Free Music Production, gleiche Besetzung)
- 1985: Nuage Du Courage Wädi Gysi/Mich Gerber/Marc Jundt (Unit Records)